# Domanowo (stacja kolejowa)
Domanowo (biał. Даманава, ros. Доманово) – stacja kolejowa w miejscowości Domanowo, w rejonie iwacewickim, w obwodzie brzeskim, na Białorusi. Leży na linii Moskwa - Mińsk - Brześć.
Stacja powstała w XIX w. na drodze żelaznej moskiewsko-brzeskiej pomiędzy stacjami Leśna a Kosów Poleski.